# Simulium mcmahoni
Simulium mcmahoni är en tvåvingeart som beskrevs av Meillon 1940. Simulium mcmahoni ingår i släktet Simulium och familjen knott. Inga underarter finns listade i Catalogue of Life.